# Cuneo Granda Volley 2019-2020
Questa voce raccoglie le informazioni riguardanti il Cuneo Granda Volley nelle competizioni ufficiali della stagione 2019-2020.

## Stagione
La stagione 2019-20 è per il Cuneo Granda Volley, con la denominazione sponsorizzata di Bosca San Bernardo Cuneo, la seconda consecutiva in Serie A1. Come allenatore viene confermato Andrea Pistola, mentre la rosa è quasi del tutto rivoluzionata con le uniche conferme di Lise Van Hecke, Srna Marković e Marina Zambelli: tra i nuovi acquisti quelli di Carlotta Cambi, Sonia Candi e Yamila Nizetich e tra le cessioni quelle di Francesca Bosio, Áurea Cruz e Wilma Salas.
Il campionato si apre con la sconfitta a opera dell'AGIL, a cui seguono due vittorie consecutive: dopo sei gare perse di fila, nella ultime quattro giornate del girone di andata, la squadra di Cuneo riesce a vincerne tre, raggiungendo il decimo posto in classifica, non utile per qualificarsi alla Coppa Italia. Il girone di ritorno comincia anch'esso con una sconfitta, poi due vittorie e due stop; dopo il successo sul San Casciano alla diciannovesima giornata, il campionato viene prima sospeso e poi definitivamente interrotto a causa del diffondersi in Italia della pandemia di COVID-19: al momento dell'interruzione la squadra stazionava al decimo posto in classifica.

## Organigramma societario
Area direttiva
- Presidente: Diego Borgna

Area tecnica
- Allenatore: Andrea Pistola
- Allenatore in seconda: Domenico Petruzzelli

## Rosa
| N° | Nome                    | Ruolo | Data di nascita  | Nazionalità sportiva |
| -- | ----------------------- | ----- | ---------------- | -------------------- |
| 1  | Carlotta Cambi          | P     | 28 maggio 1996   | Italia               |
| 3  | Yamila Nizetich         | S     | 27 gennaio 1989  | Argentina            |
| 6  | Srna Marković           | S     | 6 giugno 1996    | Austria              |
| 7  | Laura Frigo             | C     | 26 ottobre 1990  | Italia               |
| 8  | Sonia Candi             | C     | 8 novembre 1993  | Italia               |
| 9  | Beatrice Agrifoglio     | P     | 1º gennaio 1994  | Italia               |
| 10 | Lise Van Hecke          | O     | 1º luglio 1992   | Belgio               |
| 11 | Gloria Baldi            | O     | 31 maggio 1993   | Italia               |
| 14 | Madison Rigdon          | S     | 3 dicembre 1995  | Stati Uniti          |
| 15 | Giorgia Zannoni         | L     | 11 febbraio 1998 | Italia               |
| 18 | Marina Zambelli         | C     | 1º gennaio 1990  | Italia               |
| 19 | Adelina Budăi-Ungureanu | S     | 29 luglio 2000   | Romania              |

## Mercato
| Acquisti | Acquisti                | Acquisti        | Acquisti   |
| R.       | Nome                    | da              | Modalità   |
| -------- | ----------------------- | --------------- | ---------- |
| P        | Beatrice Agrifoglio     | Olimpia Teodora | definitivo |
| O        | Gloria Baldi            | Trentino Rosa   | definitivo |
| S        | Adelina Budăi-Ungureanu | CSM Bucarest    | definitivo |
| P        | Carlotta Cambi          | Bergamo         | definitivo |
| C        | Sonia Candi             | San Casciano    | definitivo |
| C        | Laura Frigo             | VolAlto Caserta | definitivo |
| S        | Yamila Nizetich         | AGIL            | definitivo |
| S        | Madison Rigdon          | -               | definitivo |
| L        | Giorgia Zannoni         | AGIL            | definitivo |

| Cessioni | Cessioni           | Cessioni              | Cessioni   |
| R.       | Nome               | a                     | Modalità   |
| -------- | ------------------ | --------------------- | ---------- |
| L        | Alessandra Baiocco | -                     | ritirata   |
| P        | Francesca Bosio    | Chieri '76            | definitivo |
| S        | Áurea Cruz         | VolAlto Caserta       | definitivo |
| P        | Anna Kaczmar       | Developres Rzeszów    | definitivo |
| O        | Júlia Kavalenka    | Terville Florange     | definitivo |
| C        | Giulia Mancini     | Filottrano            | definitivo |
| C        | Sara Menghi        | Wealth Planet Perugia | definitivo |
| L        | Jole Ruzzini       | -                     | ritirata   |
| S/O      | Wilma Salas        | Chemik Police         | definitivo |

## Risultati

### Serie A1

#### Girone di andata
| 1ª giornata - 13 ottobre 2019 Palasport di San Rocco Castagnaretta, Cuneo   | Cuneo Granda      | 1 - 3 | AGIL                  | 25-23, 23-25, 17-25, 22-25 |
| 2ª giornata - 19 ottobre 2019 Palazzetto dello Sport, Scandicci             | Savino Del Bene   | 1 - 3 | Cuneo Granda          | 15-25, 22-25, 25-13, 22-25 |
| 3ª giornata - 27 ottobre 2019 Palasport di San Rocco Castagnaretta, Cuneo   | Cuneo Granda      | 3 - 1 | Pro Victoria          | 25-21, 19-25, 25-15, 25-16 |
| 4ª giornata - 31 ottobre 2019 PalaGeorge, Montichiari                       | Millenium Brescia | 3 - 0 | Cuneo Granda          | 25-18, 27-25, 25-23        |
| 5ª giornata - 2 novembre 2019 Palasport di San Rocco Castagnaretta, Cuneo   | Cuneo Granda      | 1 - 3 | Chieri '76            | 25-23, 12-25, 23-25, 23-25 |
| 6ª giornata - 10 novembre 2019 Nelson Mandela Forum, Firenze                | San Casciano      | 3 - 1 | Cuneo Granda          | 25-27, 25-14, 25-18, 25-18 |
| 7ª giornata - 12 novembre 2019 Palasport di San Rocco Castagnaretta, Cuneo  | Cuneo Granda      | 0 - 3 | Imoco                 | 23-25, 14-25, 20-25        |
| 8ª giornata - 23 novembre 2019 PalaPiantanida, Busto Arsizio                | UYBA              | 3 - 0 | Cuneo Granda          | 25-19, 25-12, 25-18        |
| 9ª giornata - 1º dicembre 2019 Palazzetto dello sport, Bergamo              | Bergamo           | 3 - 1 | Cuneo Granda          | 25-20, 19-25, 25-23, 25-21 |
| 10ª giornata - 8 dicembre 2019 Palasport di San Rocco Castagnaretta, Cuneo  | Cuneo Granda      | 3 - 1 | Filottrano            | 23-25, 25-22, 26-24, 25-17 |
| 11ª giornata - 14 dicembre 2019 PalaRadi, Cremona                           | Casalmaggiore     | 3 - 0 | Cuneo Granda          | 25-23, 25-13, 25-16        |
| 12ª giornata - 22 dicembre 2019 PalaVignola, Caserta                        | VolAlto Caserta   | 1 - 3 | Cuneo Granda          | 17-25, 25-23, 25-27, 18-25 |
| 13ª giornata - 26 dicembre 2019 Palasport di San Rocco Castagnaretta, Cuneo | Cuneo Granda      | 3 - 1 | Wealth Planet Perugia | 25-13, 14-25, 25-16, 25-13 |

#### Girone di ritorno
| 14ª giornata - 15 gennaio 2020 PalaTerdoppio, Novara                        | AGIL                  | 3 - 1 | Cuneo Granda      | 22-25, 25-18, 26-24, 25-23        |
| 15ª giornata - 19 gennaio 2020 Palasport di San Rocco Castagnaretta, Cuneo  | Cuneo Granda          | 3 - 2 | Savino Del Bene   | 25-17, 15-25, 20-25, 28-26, 15-13 |
| 16ª giornata - 26 gennaio 2020 Palazzetto dello Sport, Monza                | Pro Victoria          | 2 - 3 | Cuneo Granda      | 26-28, 22-25, 25-19, 25-21, 11-15 |
| 17ª giornata - 9 febbraio 2020 Palasport di San Rocco Castagnaretta, Cuneo  | Cuneo Granda          | 2 - 3 | Millenium Brescia | 25-15, 25-23, 24-26, 18-25, 10-15 |
| 18ª giornata - 12 febbraio 2020 PalaMaddalene, Chieri                       | Chieri '76            | 3 - 1 | Cuneo Granda      | 22-25, 25-21, 25-23, 25-19        |
| 19ª giornata - 16 febbraio 2020 Palasport di San Rocco Castagnaretta, Cuneo | Cuneo Granda          | 3 - 0 | San Casciano      | 25-16, 25-18, 25-20               |
| 20ª giornata - 18 marzo 2020 PalaVerde, Villorba                            | Imoco                 | -     | Cuneo Granda      | annullata                         |
| 21ª giornata - 1º aprile 2020 Palasport di San Rocco Castagnaretta, Cuneo   | Cuneo Granda          | -     | UYBA              | annullata                         |
| 22ª giornata - 5 aprile 2020 Palasport di San Rocco Castagnaretta, Cuneo    | Cuneo Granda          | -     | Bergamo           | annullata                         |
| 23ª giornata - 8 marzo 2020 PalaTriccoli, Jesi                              | Filottrano            | -     | Cuneo Granda      | annullata                         |
| 24ª giornata - 15 marzo 2020 Palasport di San Rocco Castagnaretta, Cuneo    | Cuneo Granda          | -     | Casalmaggiore     | annullata                         |
| 25ª giornata - 22 marzo 2020 Palasport di San Rocco Castagnaretta, Cuneo    | Cuneo Granda          | -     | VolAlto Caserta   | annullata                         |
| 26ª giornata - 28 marzo 2020 PalaEvangelisti, Perugia                       | Wealth Planet Perugia | -     | Cuneo Granda      | annullata                         |

## Statistiche

### Statistiche di squadra
| Competizione | Punti | In casa | In casa | In casa | In trasferta | In trasferta | In trasferta | Totale | Totale | Totale |
| Competizione | Punti | G       | V       | P       | G            | V            | P            | G      | V      | P      |
| ------------ | ----- | ------- | ------- | ------- | ------------ | ------------ | ------------ | ------ | ------ | ------ |
| Serie A1     | 23    | 9       | 5       | 4       | 10           | 3            | 7            | 19     | 8      | 11     |
| Totale       | -     | 9       | 5       | 4       | 10           | 3            | 7            | 19     | 8      | 11     |

G = partite giocate; V = partite vinte; P = partite perse

### Statistiche dei giocatori
| Giocatore          | Serie A1 | Serie A1 | Serie A1 | Serie A1 | Serie A1 | Totale | Totale | Totale | Totale | Totale |
| Giocatore          | P        | PT       | AV       | MV       | BV       | P      | PT     | AV     | MV     | BV     |
| ------------------ | -------- | -------- | -------- | -------- | -------- | ------ | ------ | ------ | ------ | ------ |
| B. Agrifoglio      | 15       | 3        | 1        | 2        | 0        | 15     | 3      | 1      | 2      | 0      |
| G. Baldi           | 8        | 8        | 8        | 0        | 0        | 8      | 8      | 8      | 0      | 0      |
| A. Budăi-Ungureanu | 14       | 86       | 74       | 5        | 7        | 14     | 86     | 74     | 5      | 7      |
| C. Cambi           | 19       | 37       | 28       | 8        | 1        | 19     | 37     | 28     | 8      | 1      |
| S. Candi           | 19       | 158      | 112      | 37       | 9        | 19     | 158    | 112    | 37     | 9      |
| L. Frigo           | 18       | 33       | 16       | 12       | 5        | 18     | 33     | 16     | 12     | 5      |
| S. Marković        | 19       | 161      | 131      | 16       | 14       | 19     | 161    | 131    | 16     | 14     |
| Y. Nizetich        | 13       | 112      | 101      | 4        | 7        | 13     | 112    | 101    | 4      | 7      |
| M. Rigdon          | 12       | 79       | 65       | 8        | 6        | 12     | 79     | 65     | 8      | 6      |
| L. Van Hecke       | 19       | 372      | 340      | 14       | 18       | 19     | 372    | 340    | 14     | 18     |
| M. Zambelli        | 18       | 103      | 86       | 16       | 1        | 18     | 103    | 86     | 16     | 1      |
| G. Zannoni         | 19       | 0        | 0        | 0        | 0        | 19     | 0      | 0      | 0      | 0      |

P = presenze; PT = punti totali; AV = attacchi vincenti; MV = muri vincenti; BV = battute vincenti